# Actinomicetàcies
Actinomycetaceae és una família de bacteris dins l'ordre Actinomycetales que conté el gènere mèdicament important dels Actinomyces. Els Actinomycetaceae contenen 3 gèneres potencialment patògens :Actinomyces, Nocardia, Streptomyces. Aquests organismes formen colònies de manera similar a la dels fongs i per això en el seu nom científic figura la paraula grega myces (fong).

## Filogènia
Actualment segons LPSN i National Center for Biotechnology Information (NCBI)
i la filogènia està basada en 16S rRNA-based LTP release 106 per 'The All-Species Living Tree' Project
|  | Arcanobacterium                                               |
|  |                                                               |
|  | \| \| Actinobaculum \| \| \| \| \| \| Trueperella \| \| \| \| |
|  |                                                               |
|  | Actinobaculum                                                 |
|  |                                                               |
|  | Trueperella                                                   |
|  |                                                               |

|  | Actinobaculum |
|  |               |
|  | Trueperella   |
|  |               |

|  | Arcanobacterium                                               |
|  |                                                               |
|  | \| \| Actinobaculum \| \| \| \| \| \| Trueperella \| \| \| \| |
|  |                                                               |
|  | Actinobaculum                                                 |
|  |                                                               |
|  | Trueperella                                                   |
|  |                                                               |

|  | Actinobaculum |
|  |               |
|  | Trueperella   |
|  |               |